# Encierros de Moratalla
Los encierros de Moratalla, también conocidos como Fiesta de la Vaca, son un festejo popular que se celebra en la localidad de Moratalla (Murcia, España) del 11 al 17 de julio en honor al Santísimo Cristo del Rayo.

## Origen de las fiestas
Los encierros en la localidad se vienen celebrando desde 1621 en torno al 15 de junio en honor al patrón de la localidad, el Santísimo Cristo del Rayo, por ese motivo está considerado uno de los encierros más antiguos de España.
Desde dicho año ya se soltaban toros por la calle para el disfrute de los aficionados de la localidad.
Entre 1967 y 1985 se estuvo celebrando entre el 24 y 30 de junio.
Con casi 400 años de historia en muy pocas ocasiones se ha tenido que suspender, la más reciente fue en 2020 ya que debido a la pandemia del COVID-19 no se pudo celebrar.

## Descripción del festejo
El día 7 de junio traen por las veredas las reses hasta el pueblo.
Las fiestas se celebran entre el 11 y el 17 de julio durante las cuales se realizan diferentes tipos de eventos, uno de los más destacado son los encierros taurinos con sus encierros por la calle de la localidad.
Hay diversos tipos de encierros compuestos por toros, novillos y vacas, posteriormente esas reses se sueltan en la calle para poder ser toreada y recortadas por los aficionados.
Otras de las actividades principales de la feria es certamen literario Albaricoque de Oro.
A lo largo de los días de celebración hay diferentes verbenas, concursos, fuegos artificiales....

## Reconocimientos
En 1990 fue declarada como fiesta de interés turístico regional.